# Harry van Roekel
Hendricus Gijsbertus Jacob (Harry) van Roekel (Ede, 27 juni 1937 – 24 april 2004) was een Nederlands politicus van de CHU en later het CDA. Van Roekel was gedeputeerde in de provincie Overijssel en burgemeester van de gemeente Almelo.
Na de mulo en zijn diensttijd in Duitsland als onderdeel van de British Army of the Rhine is Van Roekel gaan werken als ambtenaar op de afdeling financiën in Veenendaal. Dit was het begin van een lange carrière bij de overheid. Naast zijn werk rondde hij met succes de Bestuursacademie af en werkte in achtereenvolgens de gemeentes Tiel, Veenendaal, Barneveld en Rijssen. Bij de gemeente Rijssen trad hij in 1970 in dienst als gemeentesecretaris, daarnaast werd hij in 1974 lid van Provinciale Staten van Overijssel. In 1978 werd hij door zijn partij het CDA voorgedragen als lijsttrekker voor de provinciale verkiezingen, waarna hij gedeputeerde werd met de portefeuille financiën.
In 1988 nam hij afscheid als gedeputeerde om burgemeester van de gemeente Almelo te worden. Hij werd daarbij benoemd tot Ridder in de Orde van de Nederlandse Leeuw.
Eind 1997 nam hij op zestigjarige leeftijd afscheid als burgemeester van Almelo en verhuisde naar een oude pastorie in Veenendaal. Hij bleef actief als onder andere voorzitter van de Nevrip (Nederlandse Vereniging van Industriezand en -grind Producenten) en van de bibliotheek in Veenendaal, bestuurslid van het Gelders-Overijssels Bureau voor Toerisme en de ANVV (Voormalige Algemene Nederlandse Vereniging van VVV's) en diverse adviseurschappen bij bedrijven en adviseur / extern procesbegeleider bij gemeentelijke herindelingen (Raalte / Heino, Bronckhorst i.o. en Aalten / Dinxperlo).
Daarnaast maakte hij vele verre reizen, de laatste naar Sri Lanka in februari 2004. Kort daarna, op zaterdag 24 april 2004, overleed Harry van Roekel volkomen onverwacht op 66-jarige leeftijd aan de gevolgen van een aneurysma.
- International Standard Name Identifier: 0000 0003 9059 2275
- Nederlandse Thesaurus van Auteursnamen: 297053043
- Virtual International Authority File: 284246933